# Skriftpsykologi
Skriftpsykologi, en hjälpvetenskap inom psykologi. Skriftpsykologin är en vetenskaplig utveckling av grafologi.
Skriftpsyklogin diagnosticerar (uttryckspsykologiskt betingade stildrag) de tillägg och ändringar som varje handstil uppvisar, dess grafiska uttryck och samband med individens dispositioner för vissa handlingsmönster. Med uttrycksrörelser avses mimik, gång, gester och det sätt på vilket vi talar. Det är det sätt på vilket en individs särart kommer till synes. Som psykologisk grund finns ett antal tolkningsprinciper. Med hjälp av dessa sätts skriftens stilegenheter i samband med skribentens personlighet och förväntade beteende.